# Heminothrus exaggeratus
Heminothrus exaggeratus är en kvalsterart som beskrevs av Hammer 1979. Heminothrus exaggeratus ingår i släktet Heminothrus och familjen Camisiidae. Inga underarter finns listade i Catalogue of Life.